# Ґріґоре Обрежану
Ґріґоре Обрежану (рум. Grigore Obrejanu; *10 січня 1911, Чобручі, Румунія — †27 грудня 1992, Бухарест) — румунський ґрунтознавець.

## Біографія
Народився 10 січня 1911 в Чобручі. Незабаром після народження переїхав разом з батьками в Клугу, де вступив в Клужську академію вищої агрономічної освіти, яку закінчив у 1935. Працював на різних експериментальних станціях Румунії. З 1944 до 1958 працював в Клужському сільськогосподарському інституті. У 1958 переїхав до Бухареста, де провів остаток життя. У 1959 був обраний директором Бухарестського НДІ сільського господарства і пропрацював аж до смерті, одночасно з цим завідував кафедрою ґрунтознавства Бухарестського агрономічного інституту.
Помер 27 січня 1992 в Бухаресті через 17 днів після святкування свого 81-річчя.

## Наукові роботи
Основні наукові роботи присвячені проблемам ґрунтознавства та розвитку сільськогосподарської науки в Румунії.
Брав активну участь в діяльності Міжнародного товариства ґрунтознавців.

## Вибрані твори
- Ґ. Обрежану «Використання піщаних ґрунтів».
- Ґ. Обрежану «Меліоративне ґрунтознавство».
- Ґ. Обрежану «Методи дослідження ґрунтів».
- Ґ. Обрежану «Ґрунтознавство».

## Членство в спільнотах
- 1963-1992 — член Румунської академії наук.